# Герб комуни Ідре
Герб комуни Ідре (швед. Ydre kommunvapen) — символ шведської адміністративно-територіальної одиниці місцевого самоврядування комуни Ідре. 

## Історія
Герб було розроблено 1952 року для ландскомуни Ідре. Отримав королівське затвердження 1963 року.    
Після адміністративно-територіальної реформи, проведеної в Швеції на початку 1970-х років, муніципальні герби стали використовуватися лишень комунами. Цей герб був 1971 року перебраний для нової комуни Ідре.
Герб комуни офіційно зареєстровано 1974 року.

## Опис (блазон)
У щиті, скошеному обабіч хвилясто на верхнє та нижнє срібні та праве і ліве срібні поля, укорочений хрест в обернених кольорах. 

## Зміст
Сюжет герба з хрестом походить з печатки гераду (територіальної сотні) Ідре з 1555 року.      